# 김대환 (배우)
김대환(金大煥, 1963년 4월 1일 ~ )은 대한민국의 배우이다. KBS 13기 공채로 데뷔했다.

## 출연작

### 영화
- 1973년 《대학시절》
- 1986년 《영웅연가》
- 1986년 《이장호의 외인구단》
- 1987년 《나그네는 길에서도 쉬지 않는다》
- 1989년 《행복은 성적순이 아니잖아요》 ... 승찬 역
- 1992년 《아래층 여자와 윗층 남자》 ... 최영환 역
- 1996년 《돼지가 우물에 빠진 날》 ... 출판사 후배 역
- 1996년 《카리스마》 ... 최시열 역
- 2002년 《폰》 ... 택배회사 직원 역
- 2004년 《귀신이 산다》 ... 버스 승객 귀신 역
- 2012년 《범죄소년》 ... 소년원 선생님들 역
- 2012년 《반창꼬》 ... 사고현장 문신남 역
- 2013년 《만신》 ... 삼불제석 역
- 2015년 《사돈의 팔촌》 ... YMEA 역

### TV 드라마
- 1990년 KBS1 신년특집극 《구리반지》
- 1990년 KBS2 수목드라마 《겨울 나그네》
- 1990년 KBS2 주말연속극 《꽃 피고 새 울면》
- 1990년 MBC 월화드라마 《춤추는 가얏고》
- 1991년 KBS2 수목드라마 《아스팔트 내 고향》
- 1991년  KBS2 단막극 《KBS 드라마게임 - 그리움을 향하여》
- 1992년 KBS2 단막드라마 《TV 손자병법》
- 1994년 KBS2 대하드라마 《한명회》
- 1995년 KBS2 주말연속극 《목욕탕집 남자들》
- 1995년 KBS1 대하드라마 《찬란한 여명》 ... 안동준을 따르는 장정 역
- 1996년 KBS2 주말연속극 《첫사랑》
- 1996년 SBS 주말 특별기획 드라마 《임꺽정》
- 1996년 KBS1 대하드라마 《용의 눈물》
- 1997년 SBS 일일드라마 《지평선 너머》
- 1998년 KBS 대하드라마 《왕과 비》 ... 금성대군을 처형시키는 포졸 역
- 2000년 KBS 대하드라마 《태조 왕건》 ... 주막손님/용개 역
- 2001년 SBS 대하사극 《여인천하》 ... 성운 역
- 2001년 KBS2 대하드라마 《명성황후》 ... 유복만 역
- 2002년 KBS2 대하드라마 《장희빈》 ... 장정옥 역
- 2002년 KBS1 대하드라마 《제국의 아침》 ... 양만춘 역
- 2003년 KBS1 대하드라마 《무인시대》 ... 완안정 역
- 2004년 SBS 대하사극 《장길산》 ... 황대호 역
- 2004년 KBS1 대하드라마 《불멸의 이순신》 ... 동일원 역
- 2004년 EBS 문화사 시리즈 《명동백작》
- 2005년 KBS 대하드라마 《서울 1945》 ... 서대문 형무소장 역

## 수상
- 1985년 제2의 침대-동아연극상 신인상